# IFA Wartburg
IFA Wartburg bylo švédské popové duo Magnuse Michaeliho a Nilse Lundwalla, pod přezdívkami Rolf Kempinski a Heinz Klinger, pojmenované podle automobilu Wartburg od východoněmeckého výrobce Industrieverband Fahrzeugbau (IFA). Duo zpívá v němčině. Text písní evokuje slovník propagandy NDR, ale zároveň zní hravě a apoliticky. Typické názvy písní jsou například: Frau Gorbatschowa tanzt Bossanova (Paní Gorbačovová tančí bossa novu), Es ist nicht so schlimm auf der Insel Krim (Na Krymu to není zase tak špatné) a Agrarwissenschaft im Dienste des Sozialismus (Zemědělská věda ve službách socialismu).
Jejich hudba byla různorodá a eklektická, od bossa novy (Frau Gorbatschowa tanzt Bossanova) přes pop (Freie Deutsche Jugend) až po jazz a swing (Spassjazz).
Roku 1998 provedla skupina turné po Německu a Švýcarsku. Turné upoutalo pozornost německých médií
V srpnu 2022 dosáhlo fanouškovské video písničky Freie Deutsche Jugend (odkazující na Svobodnou německou mládež) jednoho milionu zhlédnutí.

## Alba
- Im Dienste des Sozialismus, CD, 1998
- Der Berliner, CD, 1998
- Im Dienste des Sozialismus, Vinyl, 1998